# Nahetal-Waldau
Nahetal-Waldau era un comune tedesco.

## Geografia fisica
È bagnato dal fiume Schleuse e nella sua frazione di Schleusingerneundorf, da un suo affluente, la Nahe.

## Storia
Il comune di Nahetal-Waldau venne aggregato nel 2018 alla città di Schleusingen.